# Acustică arhitecturală

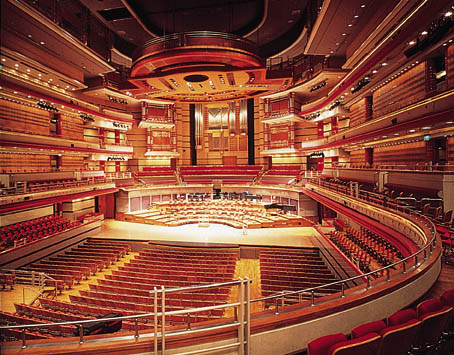
Sala de concerte din Birmingham, exemplu de aplicare în practică a acusticii arhitecturale

Acustica arhitecturală (sau acustica construcțiilor) este un domeniu al tehnicii care are drept obiectiv obținerea unei calități optime a audiției sunetelor în incinta clădirilor (săli de concert sau de spectacole, studiouri de radio sau de televiziune etc.). Este o ramură a acusticii care studiază fenomenele legate de propagarea undelor acustice în încăperi.
Prima aplicare practică notabilă din acest domeniu îl constituie studiile lui Wallace Clement Sabine, care au condus la proiectarea acustică a Sălii de Concert din Boston.
Problemele legate de acustica sălilor sunt total diferite de cele de izolare a construcțiilor împotriva zgomotelor.
Astfel, dacă în cazul izolării fonice se urmărește diminuarea nivelului de zgomot sub limitele admisibile, în cazul sălilor de audiție, pe lângă diminuarea zgomotelor neplăcute provenite din trafic, din funcționarea instalațiilor etc. se urmărește punerea în valoare a sunetelor, asigurarea unui nivel de audiție optim în toate punctele sălii, fie că este vorba de producție vorbită sau muzicală. 
Preocupări pentru realizarea unei bune audiții în edificiile publice datează în că din Antichitate, nivelul atins în acest domeniu reflectându-se în calitățile acustice ale amfiteatrelor din Epidaur și Siracuza.
Amfiteatrul în formă de potcoavă de la Epidaur, unul dintre cele mai bine conservate edificii de acest gen, are o capacitate de 17 000 locuri, iar calitatea acustică deosebită poate fi ilustrată prin faptul cel mai mic zgomot pe scenă se poate auzi până în ultimele rânduri. 
Pentru reflectarea sunetelor spre auditoriu și pentru amplificarea lor, în amfiteatre, circuri etc. se utilizau diferite mijloace: fundaluri reflectante în spatele scenei, vase mari rezonatoare, montate cu gura spre scenă, în nișe practicate în gradene etc. 
Vitruvius (secolul I î.Hr.), în De Architectura, dă reguli în acest scop și arată cum poate fi îmbunătățită acustica de teatru, utilizând vase mari de bronz sau de teracotă și creând spații rezonatoare.
Nivelul atins de arhitectura antică în acest domeniu poate fi ilustrat prin calitățile sonore extraordinare ale vestitului teatru în aer liber din Epidaur (Grecia), cu 17 000 de locuri, unul dintre cele mai bine conservate din Antichitate.
În unele biserici de mănăstiri din nordul Moldovei se întâlnesc nișe și alte sisteme constructive de întărire a sunetelor.
Faza empirică în acest domeniu s-a încheiat abia în secolul al XX-lea, când preocupările pentru acustica construcțiilor au căpătat baze științifice, folosindu-se progresele realizate în ramura propagării sunetului (reflexie, absorbție etc.) și a electroacusticii.
În general, din punctul de vedere al acusticii, o sală mare închisă trebuie să îndeplinească două condiții principale: stereofonia și ambiofonia.
Prin aceasta, se poate modifica în două feluri calitățile sonore ale sălii și anume, pentru claritatea vorbirii printr-o durată de reverberație mai mică, iar pentru buna audiție a muzicii printr-o durată de reverberație mai mare, maximă în cazul muzicii coral-simfonice.
Sala Palatului din București (dată în funcțiune în 1960 și cu o capacitate de 3.100 de locuri) concentrează cele mai înaintate aplicații ale acusticii tehnice și ale electroacusticii.
Prin dispozitive și procedee mecanice și electronice, durata naturală mică de reverberație a sălii (1,8 secunde) poate fi mărită sau micșorată (reverberație artificială), după natura utilizării ei (conferințe, teatru, operă, formații instrumentale mici, muzică simfonică sau vocal-simfonică etc.).